# Шевченко Ірина Миколаївна
Іри́на Микола́ївна Шевче́нко (Натарова; нар. 21 листопада 1945) — радянська і українська бадмінтоністка, українська тренерка. 16-разова чемпіонка СРСР, заслужений тренер України.

## Життєпис
Медсестра за професією, вона почала займатися бадмінтоном 1964 року під керівництвом тренера Олега Лобизнова в дніпропетровському клубі «Буревісник».
З того часу вона багато разів перемагала в чемпіонатах СРСР в одинарному розряді та в парних категоріях. «Козирями Ірини були швидка, активна гра, м'які, пластичні рухи майданчиком. Вона завжди намагалася безпомилково розіграти волан. Шевченко відрізняли дивовижна працьовитість, бойовий настрій на кожну гру», — згадував видатний тренер з бадмінтону Анатолій Гайдук.
Ірина Натарова виграла свій перший чемпіонський титул в СРСР у парному розряді 1968 року. Згодом багато разів перемагала як в одинарному розряді, так і в парних розрядах. Брала участь в міжнародних змаганнях. 1976 року брала участь в чемпіонаті Європи в Дубліні, де в парі з Надією Литвинчевою увійшла до вісімки найсильніших.
Одночасно здобувала вищу освіту, в 1971 році закінчила Київський інститут фізичної культури.  
Успішно виступала у парі з такими спортсменками як рижанка Гундра Грінума, киянка Ніна Косяк, Надія Литвинчева з Дніпропетровська. У змаганнях на Кубок СРСР перемагала в парі з мінчанкою Людмилою Коссе.
16-разова чемпіонка СРСР (6 разів в одинарному розряді, 10 разів — у парних категоріях) згодом присвятила себе тренерській роботі. Стала тренеркою в дніпропетровському спортивному клубі «Метеор», де передавала свій досвід юним бадмінтоністам. Команда школи № 62 під її керівництвом вийшла переможницею перших всесоюзних змагань на призи клубу «Срібний волан».
Як тренерка виховала цілу плеяду українських бадмінтоністів високого рівня. Серед них такі майстри спорту України міжнародного класу, чемпіони України як Владислав Дружченко, Валерій Стрільцов, Михайло Мізін, Костянтин Татранов, Олександра Бардакова.
В. Дружченко і В. Стрільцов 1991 року були другими в парі на юніорському Чемпіонаті Європи, крім цього Дружченко завоював бронзу в одинарному розряді, а Стрільцов — у змішаній парній категорії.

## Досягнення
Чемпіонка СРСР в одиночному розряді
- 1966; 1967; 1969; 1970 — як Ірина Натарова
- 1971; 1973 — як Ірина Шевченко

Чемпіони СРСР у змішаному розряді
- 1968 год — В. Швачко / І. Натарова
- 1969 год — В. Швачко / І. Натарова
- 1970 год — В. Швачко / І. Натарова
- 1971 год — В. Швачко / І. Шевченко
- 1975 год — М. Пешехонов / І. Шевченко
- 1976 год — М. Пешехонов / І. Шевченко

Чемпіонки СРСР в жіночому парному розряді
- 1970 — І. Натарова / Г. Грінума
- 1971 — І. Шевченко / Ніна Косяк
- 1975 — І. Шевченко / Н. Литвинчева
- 1976 — І. Шевченко / Н. Литвинчева